# Circonscription de Wadla-Dawint
La circonscription de Wadla-Dawint est une des 135 circonscriptions législatives de l'État fédéré Amhara, elle se situe dans la Zone Nord Wollo. Sa représentante actuelle est Eskedar Abebaw Kebede.